# Poleogeografija
Poleogeografija (grčki: πόλει, 'grad' + γράφ, 'pišem') znanost o gradovima. Dio je geografije naselja.